# Allomarkgrafia campanulata
Allomarkgrafia campanulata là một loài thực vật có hoa trong họ La bố ma. Loài này được (Markgr. ex A.H.Gentry) J.F.Morales mô tả khoa học đầu tiên năm 1997.